# Emanuel Félix Borges da Silva
Emanuel Félix Borges da Silva (Angra do Heroísmo, 24 de Outubro de 1936 — Angra do Heroísmo, 14 de Fevereiro de 2004), mais conhecido por Emanuel Félix, foi um poeta, professor, ensaísta e técnico de restauro artístico, que se afirmou como um dos mais notáveis poetas e escritores da segunda metade do século XX.

## Biografia
Foi o primeiro introdutor em Portugal do concretismo poético, inspirado pelos brasileiros Augusto e Haroldo de Campos, porém cedo passou a uma experiência surrealista.
Fundou e codirigiu a revista Gávea. Foi codirector da revista Atlântida, do Instituto Açoriano de Cultura. Estudou em Angra, no Liceu e na Escola de Magistério Primário, onde se diplomou. Mais tarde estudou restauro de obras de arte no Instituto José de Figueiredo e na Fundação Calouste Gulbenkian e estudos superiores especializados em restauro científico de obras de arte no Instituto Francês de Restauro de Obras de Arte de Paris, na Escola Superior de Belas-Artes de Anderlecht e na Universidade Católica de Lovaina.
Escreveu a biografia de Marcolino Candeias na ocasião da publicação da 2ª edição revista do livro de poesia Na Distância deste Tempo, pelas edições Salamandra, 2002.

## Obras
- A fonte da saudade... (1954)
- Sete poemas (1958)
- Angra no último quartel do Século XVI (1970)
- O Vendedor de bichos (1971)
- A palavra, o açoite : poemas (1977)
- Seis nomes de mulher: poemas (1985)
- O instante suspenso : poemas (1992)
- A viagem possível : poesia :1965-1992:+ 1965- 1992 (1993)
- Os trincos da memória (1994)
- Iconografia e simbólica do Espírito Santo nos Açores (1996)
- Habitação das chuvas (1997)
- 121 Poemas escolhidos, 1954-1997 (2003)